# Ophthalmitis
Ophthalmitis is een geslacht van vlinders van de familie spanners (Geometridae), uit de onderfamilie Ennominae.

## Soorten
- O. albosignaria Bremer & Grey, 1853
- O. caritaria Walker, 1860
- O. clararia Walker, 1866
- O. cordularia Swinhoe, 1893
- O. diurnaria Guenée, 1858
- O. exemptaria Walker, 1860
- O. fasciata Warren, 1900
- O. herbidaria Guenée, 1858
- O. irrorataria Bremer & Grey, 1853
- O. lectularia Swinhoe, 1891
- O. lushanaria Sato, 1992
- O. pertusaria Felder, 1874
- O. poliaria Hampson, 1902
- O. prasinospila Prout, 1916
- O. punctifascia Holloway, 1976
- O. ruficornis Warren, 1897
- O. rufilauta Prout, 1925
- O. sinensium Oberthür, 1913
- O. striatifera Hampson, 1902
- O. subpicaria Leech, 1897
- O. xanthypochlora Wehrli, 1924